# Xylocopa velutina
Xylocopa velutina är en biart som beskrevs av Maurits Anne Lieftinck 1957. Xylocopa velutina ingår i släktet snickarbin, och familjen långtungebin. Inga underarter finns listade i Catalogue of Life.